# Каррейраш, Елена
Мария Елена Шавиш Каррейраш (порт. Maria Helena Chaves Carreiras; род. 26 сентября 1965, Порталегри) — португальский социолог и государственный деятель. Министр национальной обороны Португалии с 30 марта 2022 по 2 апреля 2024 года. Первая женщина на этой должности.

## Биография
В 1987 году окончила Instituto Superior de Ciências do Trabalho e da Empresa (ISCTE), получила степень лиценциата. В 1994 году там же — степень магистра.
Являлась ассоциированным профессором, затем профессором Лиссабонского университетского института (ISCTE-IUL) и научным сотрудником Центра социологических исследований (Centro de Investigação e Estudos de Sociologia, CIES-IUL) при ISCTE-IUL. В 2016—2019 годах — директор Школы социологии и государственной политики (Escola de Sociologia e Políticas Públicas) ISCTE-IUL. В 2017—2019 годах — президент Европейской группы исследований проблем армии и общества (ERGOMAS).
Её научная карьера была сосредоточена на изучении интеграции женщин в вооружённых силах. В 2004 году получила степень доктора политических и социальных наук в Европейский университетский институт (EUI) во Флоренции, защитив диссертацию о политике интеграции женщин в вооружённых силах стран НАТО.
В 2010—2012 годах — заместитель директора Института национальной обороны (IDN) при Министерстве национальной обороны Португалии.
В 2014 году — приглашённый профессор Джорджтаунского университета в Вашингтоне.
В 2018—2019 годах — заместитель директора Института государственной и социальной политики (IPPS) при ISCTE-IUL. С 2019 года до назначения в правительство в 2022 году — директор IDN.
Назначена министром национальной обороны Португалии в правительстве под руководством премьер-министра Антониу Кошты. Стала первой женщиной на этой должности. Новое правительство принесло присягу 30 марта 2022 года. 31 марта близ форта Торри-ди-Белен состоялась военная церемония вступления министра в должность, на которой присутствовал начальник генштаба вооружённых сил адмирал Силва Рибейру.
Соавтор книг Researching the Military (Routledge, 2016), Qualitative Methods in Military Studies (Routlege, 2013), Women in the Military and in Armed Conflict (Vs Verlag , 2008), автор книги Gender and the Military. Women in the Armed Forces of Western Democracies (Routledge, 2006).